# 큰멋쟁이나비
큰멋쟁이나비(학명: Vanessa indica)는 네발나비과의 나비이다. 애벌레는 모시풀, 거북꼬리를 먹고 사는데, 팔랑나비처럼 집을 지어서 자신을 보호한다. 천적으로는 애벌레를 짓이겨서 고기경단을 만드는 쌍살벌, 큰멋쟁이나비 애벌레를 포함한 나비 애벌레에 기생하여 숙주가 번데기가 되면 뚫고 나오는 좀벌, 맵시벌이 있다.

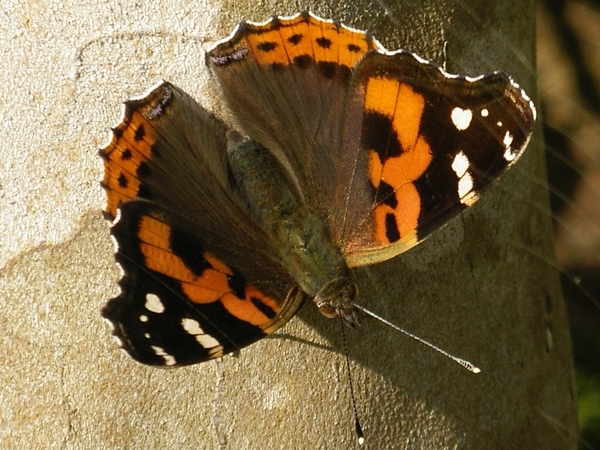
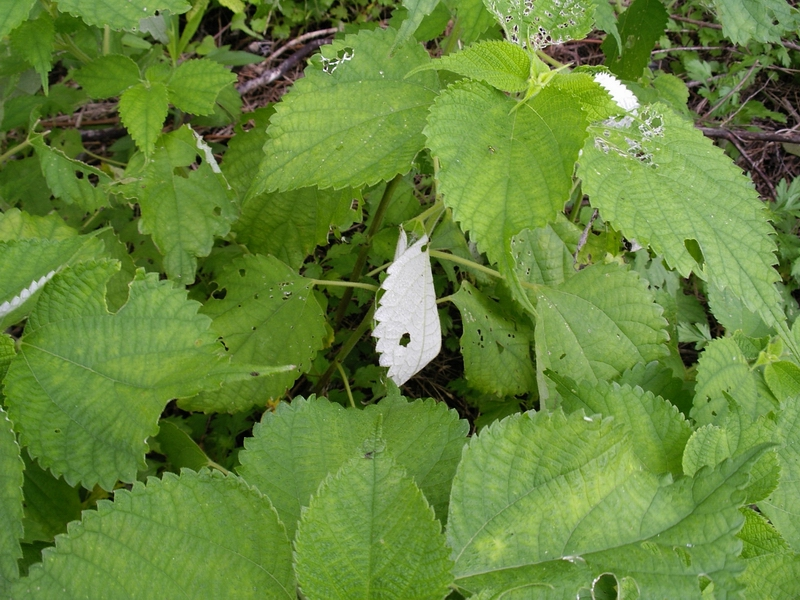
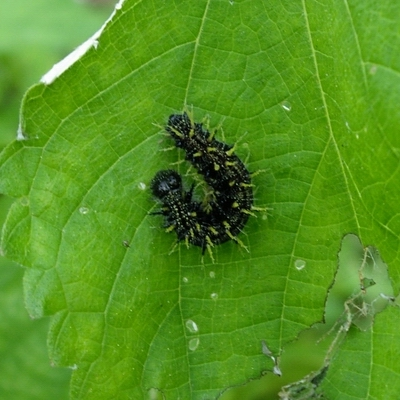